# 何慈茵
何慈茵（英語：Charlene Houghton，1990年7月1日—），香港女藝人，亦是私人健身教練，現為無綫電視基本藝人合約及邵氏兄弟藝員。

## 簡歷
她是中英混血兒，父親為英國人何麥(Mark Houghton)，是劉家良的徒弟。她也是藝人雨僑的表妹。五歲起學洪拳，人稱「劉家良徒孫」。2016年，參加《G-1格鬥會》；2018年，於《G-1格鬥會2》贏得冠軍金腰帶。
2022年，參與無綫電視真人騷《不可能任務》，並參演電視劇《飛虎3壯志英雄》受關注。

## 演出

### 節目主持（ViuTV）
- 2016-2020年：《快樂童盟》

### 節目演出
- 2014年：香港電台《功夫傳奇III決戰邊疆》
- 2015年：香港電台《香港故事 自遊香港》
- 2016年：ViuTV《G-1格鬥會》挑戰者
- 2017年：香港電台《好好過日子3》
- 2018年：ViuTV《G-1格鬥會2》參賽者
- 2021年：無綫電視《明星運動會前哨戰 : Fight 盡》參賽者
- 2022年：無綫電視《不可能任務》
- 2023年：無綫電視《歡樂滿東華2023》

### 電影
- 2017年：《空手道》 飾 Charlene

### 電視劇
- 2021年至今：《愛·回家之開心速遞》 飾 主持（第1173集）、傲曼曼公主（第1995集）
- 2022年：《飛虎3壯志英雄》 飾 Renee Argunbia
- 2023年：《新四十二章》 飾 俄兵
- 2023年：《隱形戰隊》 飾 拳霸（由許盈配音）
- 2024年：《逆天奇案2》飾索菲亞
- 2025年：《奪命提示》飾女殺手

## 外部連結
- 何慈茵的Facebook專頁
- 何慈茵的Instagram帳戶
- 何慈茵在香港影庫上的簡介